# Phyllachora eriochloae
Phyllachora eriochloae är en svampart. Phyllachora eriochloae ingår i släktet Phyllachora och familjen Phyllachoraceae.

## Underarter
Arten delas in i följande underarter:
- colombiensis
- eriochloae